# Амарант (краситель)
Амарант (тринатрий 3-гидрокси-4-(4-сульфонато-1-нафтилазо)-2,7-нафталиндисульфонат) — органическое соединение с химической формулой C20H11N2Na3O10S3, азокраситель тёмно-красного цвета. Применяется в качестве пищевого и косметического красителей, входит в Кодекс Алиментариус под кодом E123. Был запрещён в СССР с 1971 года и в 1976 году в США Управлением по контролю качества пищевых продуктов и лекарственных средств (FDA) по подозрению в канцерогенности.
Амарант является анионным красителем. Его можно применять к природным и синтетическим волокнам, коже, бумаге и фенолформальдегидной смоле. Подобно всем азокрасителям, амарант получали в середине 20 века из каменноугольной смолы; современные синтетики более вероятно будут изготавливаться из побочных продуктов нефти. Амарант всё ещё легален в некоторых странах, в частности в Великобритании, где он наиболее часто используется для придания консервированной вишне её отличительного цвета. Название вещества взято от зёрен амаранта, растения с семенами, имеющими отличительный красный цвет.
Синонимы: Amaranth, FD&C Red No.2, E123, C.I. Food Red 9, Acid Red 27, Azorubin S, C.I. 16185.

## История запрета
После случая в 1954 году с участием пищевого красителя FD&C Orange Number 1, FDA повторно проверило пищевые красители. В 1960 году FDA вынесло вердикт по пищевым красителям, ограничивая их число, которое может добавляться к пище, и налагая на производителей обязанность по обеспечению безопасности продукта и надлежащей его цветовой маркировке. Разрешение к использованию пищевых добавок было выдано на временной основе, что должно было снять возникающие вопросы безопасности. FDA выдало временный статус веществ «в целом признанными безопасными» для уже применяемых и расширило в 14 раз временный статус Red No. 2.
В 1971 году советские исследователи в опытах на крысах показали, что потребление красителя приводит к биохимическим и морфологическим изменениям печени а также влияет на половую функцию и развитие детёнышей. В эти же годы в европейских странах, а также США были проведены перепроверки результатов и выводы о токсикологическом и канцерогенном влиянии были признаны некорректными, после чего использование красителя в этих странах продолжилось. На момент запрета в 1971 году амарант был единственным синтетическим пищевым красителем красного цвета, использование которого было допущено в Советском Союзе для окрашивания карамели и напитков. Уже позднее, в 1980-х годах были разработаны три красителя на его замену, названные Красителями красными для карамели №1, №2 и №3.
По состоянию на 1976 год потребление превысило 1 миллион фунтов красителя стоимостью 5 млн. долларов в продуктах питания и в лекарствах и косметике на общую сумму в 10 миллиардов долларов. Активисты из числа покупателей в США были возмущены тем, что они восприняли как сговор между FDA и пищевыми конгломератами, и оказывали давление на FDA с целью запрета красителей. Комиссар FDA Александер Шмидт защищал краситель, как и раньше он защищал FDA в своей книге 1975 года, утверждая, что FDA не обнаружило «никаких свидетельств опасности здоровью людей». Проверки FDA не выявили неоспоримых доказательств опасности для здоровья, но обнаружили статистически значимое увеличение частоты появления злокачественных опухолей у самок крыс, которым давали высокую дозу красителя, и пришли к выводу, что поскольку это не соответствует презумпции безопасности, то использование красителя не может продолжаться. В 1976 году FDA запретило краситель FD&C Red No. 2. Он был заменён красителем FD&C Red No. 40 (Красный очаровательный АС).

## Свойства
Порошок или гранулы тёмно-красного цвета. Молярная масса составляет 604,48 г /моль. Растворим в воде, при этом раствор окрашивается в красный цвет с максимумом поглощения λmax = 521 нм.

## Получение
Синтезируют путём диазотирования 1-нафтиламин-4-сульфокислоты, после чего проводят азосочетание с 2-нафтол-3,6-дисульфокислотой.

## Правовой статус
Запрещён к использованию как пищевой краситель в России и США.